# Upstairs Downstairs (2010)
Upstairs Downstairs är en brittisk dramaserie som sändes på BBC One 2010-2012 Det är en uppföljare på Herrskap och tjänstefolk som sändes på ITV 1971-1975. Den nya serien utspelar sig 1936, den tidigare serien slutade 1930.

## Rollista i urval

### Herrskap
- Sir Hallam Holland - Ed Stoppard
- Lady Agnes Holland - Keeley Hawes
- Lady Maud Holland - Eileen Atkins
- Lady Persephone Towyn - Claire Foy

### Tjänstefolk
- Rose Buck - Jean Marsh
- Clarice Thackeray - Anne Reid
- Warwick Pritchard - Adrian Scarborough
- Amanjit Singh - Art Malik
- Ivy Morris - Ellie Kendrick
- Harry Spargo - Neil Jackson
- Johnny Proude - Nico Mirallegro
- Rachel Perlmutter - Helen Bradbury

## Mottagande
Säsong 1 sändes i Storbritannien under tre raka kvällar, med start 26 december 2010. Det blev en tittarsuccé - med tittarsiffror som 8.85, 8.13 and 8,18 miljoner per gång, och vann därmed kampen mot andra TV-serier som sändes då.  Serien nominerades till sex Primetime Emmy 2011.
Andra säsongen började sändas 19 februari 2012, med tittarsiffror på 7,78 miljoner, och avslutades den 25 mars 2012, även om tittarsiffrorna då fallit till 5,22 miljoner. Den 21 april 2012 meddelades att serien inte skulle återkomma en tredje gång.

### Fotnoter
1. ↑  ”BBC News - Upstairs Downstairs axed by the BBC after two series”. Bbc.co.uk. 23 april 2012. http://www.bbc.co.uk/news/entertainment-arts-17811617. Läst 10 maj 2012.
2. ↑  ”Broadcasters Audience Research Board Weekly Top 30”. barb.co.uk. Arkiverad från originalet den 9 augusti 2012. https://www.webcitation.org/69mEmY7Qb?url=http://www.barb.co.uk/report/weekly-top-programmes-overview. Läst 19 februari 2012.
3. ↑  ”Upstairs Downstairs wins its slot, but Downton Abbey did it better”. guardian.co.uk. http://www.guardian.co.uk/media/2010/dec/30/upstairs-downstairs-ratings?INTCMP=SRCH. Läst 19 februari 2012.
4. ↑  ”Upstairs Downstairs - Emmys.com”. www.emmys.com. http://www.emmys.com/shows/upstairs-downstairs-masterpiece. Läst 19 februari 2012.
5. ↑  ”'Upstairs Downstairs' dropped by BBC - TV News”. Digital Spy. 21 april 2012. http://www.digitalspy.co.uk/tv/news/a377762/upstairs-downstairs-dropped-by-bbc.html. Läst 10 maj 2012.